# Svapa
La Svapa (in russo Свапа?) è un fiume della Russia europea meridionale, affluente di destra del Sejm (bacino del Dnepr). Scorre nelle oblast' di Kursk e di Orël.
Il fiume ha origine dalla palude Samodurovskij sul versante sud-occidentale del rialto centrale russo, vicino al villaggio di Podsoborovka, nel distretto Ponyrovskij, a un'altitudine di 200 m sul livello del mare. Nella parte superiore forma un confine naturale tra le oblast' di Kursk e di Orël (distretti Ponyrovskij e Fatežskij). Scorre quindi attraverso i territori dei distretti Železnogorskij e Dmitrievskij e nel corso inferiore segna il confine tra i distretti Chomutovskij e Konyšëvskij; sfocia nel Sejm al confine dei distretti Chomutovskij e L'govskij della regione di Kursk.
Nel corso medio e superiore, la larghezza del fiume raggiunge i 50 metri o più, la profondità fino a 5 metri. Aumenta fino a 5 km verso la foce. La pianura alluvionale della Svapa è ricca di paludi. La lunghezza del fiume è di 197 km. L'area del bacino idrografico è di 4 990 km².